# 1718

## أحداث
- تأسيس مدينة سيماي وتقع حاليا في كازاخستان.
- 21 يوليو: التوقيع على معاهدة باساروفجا بين الدولة العثمانية وكل من النمسا وجمهورية البندقية.
- نهاية الحرب العثمانية-البندقية في 21 يوليو 1718 والتي بدأت في 9 ديسمبر 1714.
- نهاية الصراع العثماني البرتغالي في 1718 والتي بدأت في 1538.
- نهاية الحرب العثمانية النمساوية 1716–18 في 21 يوليو 1718 والتي بدأت في 1716.
- بدء عصر الخزامى العثماني (حتى 1730).

## مواليد
- نيكيتيا بانين

ولادة ثاني إمام الدولة السعودية الأولى الأمام عبد العزيز بن محمد بن سعود توفي عام 1803

## وفيات
اللحية السوداء